# بوريس ستورمر
بوريس فلاديميروفيتش ستورمر (27 يوليو 1848 - 9 سبتمبر 1917) (بالروسية: Бори́с Влади́мирович Штю́рмер) هو محامي روسي. أصبح عضوًا في الجمعية الروسية، وبوصفه رئيسًا للتسوية السياسية، شغل منصب رئيس الوزراء، ووزير الشؤون الداخلية ووزير خارجية الإمبراطورية الروسية في عام 1916.

## مسيرته
تخرج ستورمر من كلية الحقوق بجامعة سانت بطرسبرغ الحكومية في عام 1872، بعد ذلك ولج إلى وزارة العدل ومجلس الشيوخ ووزارة الداخلية.
تم اعتقاله من قبل الحكومة الروسية المؤقتة بعد ثورة فبراير عام 1917، وتوفي بمرض اليوريمية في سبتمبر بسجن كريستي

## روابط خارجية
- Shti︠u︡rmer, Boris Vladimirovich
- Frankfurter Zeitung 25 November 1916: summary of his ministry (German)